# Parafia Świętych Apostołów Piotra i Pawła w Opolu
Parafia Świętych Apostołów Piotra i Pawła – rzymskokatolicka parafia położona przy pl. Mickiewicza 1 w Opolu. Parafia należy do dekanatu Opole w diecezji opolskiej.

## Historia
Parafia została założona w 1925 roku. Kościół parafialny wybudowano w latach 1923–1925, według projektu architekta opolskiego Artura Recka. Parafia liczy około 17 000 wiernych. Z parafii wywodzi się biskup Jan Bagiński. Funkcję proboszcza w latach 1991-2003 sprawował Paweł Stobrawa, późniejszy biskup.

## Proboszczowie
Proboszczowie
1925–1936. ks. Franz Xaver Sonnek
1936–1953. ks. Edgar Soremba
1954–1971. ks. Michał Pytrak
1971–1991. ks. Kazimierz Bochenek
1991–2003. ks. Paweł Stobrawa
2003– nadal ks. Rudolf Świerc

## Inne kościoły i kaplice
- Kościół św. Jadwigi Śląskiej w Opolu - kościół filialny,
- kaplica w klasztorze Sióstr Służebnic (NSJ)[4].

## Wspólnoty parafialne
- Bractwo Szkaplerzne,
- Chór,
- Dzieci Maryi,
- Koło Misyjne,
- Liturgiczna Służba Ołtarza,
- Schola,
- Wolontariat,
- Rodziny Szensztackie,
- Żywy Różaniec[4].